# Rivolta irlandese del 1641
La rivolta irlandese del 1641 (in gaelico: Éirí Amach 1641) iniziò come un tentativo di colpo di stato della gentry cattolica irlandese che tentò di prendere il controllo dell'amministrazione dell'Irlanda, all'epoca diretta dal Regno d'Inghilterra, ed ottenere maggiori concessioni per i cattolici. Il colpo di stato fallì e la ribellione si sviluppò in un conflitto etnico tra gli irlandesi gaelici e gli inglesi cattolici su un lato e tra protestanti irlandesi e presbiteriani scozzesi sull'altro. Fu la miccia che fece poi scoppiare le Guerre confederate irlandesi.
La rivolta venne iniziata dai timori dei cattolici di un'impellente invasione dell'Irlanda da parte delle forze anti-cattoliche del Lungo Parlamento inglese e dei covenanters scozzesi, i quali sfidavano l'autorità di re Carlo I (re d'Inghilterra, Scozia ed Irlanda). A loro volta, i ribelli pensavano che un'alleanza con Carlo avrebbe aiutato l'inizio di una guerra civile che avrebbe naturalmente scardinato il dominio inglese in Irlanda. I parlamenti inglese e scozzese si rifiutarono di accettare la mobilitazione dell'esercito sino a quando questo rimaneva al comando supremo del re.
La ribellione in Irlanda scoppiò nell'ottobre del 1641 e venne seguita da diversi mesi di violento caos prima che l'aristocrazia cattolica irlandese ed il clero formassero la Confederazione Cattolica Irlandese nel'estate del 1642. La confederazione divenne de facto il governo di gran parte dell'Irlanda, libero dal controllo dell'amministrazione inglese ed allineata coi realisti nella guerra dei tre regni. Le successive guerre confederate continuarono in Irlanda sino alla metà del Seicento, quando il New Model Army di Oliver Cromwell sconfisse in maniera decisiva i cattolici irlandesi ed i realisti e riconquistò il paese. La ribellione irlandese del 1641 è vista come un evento chiave del crollo della dinastia degli Stuart.

## Cause
Le cause della ribellione del 1641 stavano sostanzialmente nel fallimento dello stato inglese in Irlanda dove aveva cercato di assimilare l'élite nativa irlandese e di indebolirla con la conquista elisabettiana e con la politica delle piantagioni. La popolazione irlandese dell'epoca pre-elisabettiana era solitamente divisa in "Old Irish (o Gaelici)", e "Old English", questi ultimi discendenti dei coloni normanni di età medievale. Questi gruppi erano storicamente contrapposti, con gli inglesi insediati prevalentemente nell'area di the Pale, attorno a Dublino, a sud di Wexford, ed in altre città cintate da mura e fortificate che si opponevano ai clan gaelici rurali.
Dal XVII secolo, le divisioni culturali tra questi gruppi, in particolare a livello delle élite, era andata ormai declinando. Molti lord "Old English" non solo parlavano regolarmente irlandese ma patrocinavano liberamente la poesia irlandese e la musica locale, descritti come Hiberniores Hibernis ipsis ("Più irlandesi degli stessi irlandesi"). I matrimoni misti erano comuni. All'inizio della conquista elisabettiana, la popolazione locale tornò a professare liberamente la propria religione, distinguendosi così ulteriormente dai nuovi coloni che appartenevano alla chiesa d'Inghilterra o alla chiesa di Scozia, così dalla chiesa d'Irlanda che era formalmente la religione di stato nel paese. Nei decenni tra la fine delle guerre elisabettiane di riconquista nel 1603 e lo scoppio della ribellione nel 1641, la posizione politica dei più ricchi cattolici irlandesi rappresentò una vera e propria minaccia per il governo inglese in Irlanda.

### Le piantagioni
La conquista inglese dell'Irlanda nel corso del XVI secolo aveva visto la creazione della Plantation of Munster, ed all'inizio del XVII secolo della Plantation of Ulster. Nel caso dell'Ulster questo fu il risultato delle confische di varie terre dei lord irlandesi che erano fuggiti durante la Fuga dei Conti del 1607. Di questo territorio, il 20% venne concesso ai lord irlandesi nativi ed ai clan locali. Al tempo della rivolta del 1641, la società irlandese nativa non poteva beneficiare delle piantagioni e questo venne esacerbato ancora di più dal fatto che molti concessionari dovevano vendere le loro proprietà per i debiti accumulati. Questa erosione del loro status e l'influenza di cui ancora godevano li spinse a pensare di organizzare una ribellione, dal momento che non avevano molto da perdere da essa.
Molti degli esiliati (in particolare Owen Roe O'Neill) avevano trovato servizio come mercenari negli eserciti cattolici di Spagna e Francia. Avevano formato una piccola comunità di émigré irlandesi, militanti ed ostili agli inglesi ed alla loro direzione protestante dell'Irlanda, ma trattenuti dalle relazioni tutto sommato buone che Inghilterra, Spagna e Francia avevano in quegli anni. In Irlanda il risentimento causato dalle piantagioni fu una delle principali case dello scoppio e della diffusione della ribellione. Successivamente, il parlamento irlandese dovette approvare un'ordinanza già approvata dal parlamento inglese nel XV secolo e nota come Poynings' Law. I protestanti dominavano l'amministrazione e colsero l'occasione per confiscare altre terre ai proprietari locali. Sul finire degli anni '30 del Seicento Thomas Wentworth, il Lord deputato d'Irlanda, propose un nuovo giro di piantagioni, anche se queste non vennero implementate sino al 1641. Nel 1641 il 60% della terra apparteneva ai cattolici.

### La religione
Gran parte degli aristocratici cattolici irlandesi non era ideologicamente opposta alla sovranità di Carl I sull'Irlanda, ma era desiderosa piuttosto di essere considerata suddita a pieno titolo della triplice monarchia (Inghilterra, Scozia e Irlanda) e mantenere la propria posizione preminente nella società irlandese. Questi fatti erano però impediti da due fattori: il primo erano i dissensi religiosi ed il secondo era la minaccia delle piantagioni nell'area. La fallita congiura delle polveri del 1605 ridusse ulteriormente i diritti dell'aristocrazia cattolica, anche di coloro che non erano inclusi nel complotto.
L'anglicanesimo era l'unica forma di religione riconosciuta legalmente in tutti e tre i regni. Chi non frequentava le messe nelle chiese protestanti era punibile con multe e la pratica pubblica di fedi non approvate era punita con l'arresto. I cattolici non potevano occupare posizioni di rilievo nel governo né nell'esercito. Il consiglio privato irlandese era dominato dai protestanti inglesi. Le costituenti del Camera dei Comuni irlandese vennero incrementate con una maggioranza di seggi assegnati ai protestanti rispetto ai cattolici (108 - 102) dal 1613. La Camera dei Lords irlandese continuava ad avere una maggioranza tale da consentirle di bloccare la maggior parte dei disegni di legge considerati inappropriati per il popolo irlandese, ma non tutti.
In risposta, l'aristocrazia cattolica irlandese aveva ottenuto delle leggi favorevoli (le cosiddette The Graces) appellandosi direttamente al sovrano, dapprima a Giacomo I e poi a Carlo I per ottenere pieni diritti e la tolleranza della religione cattolica. In molte occasioni, i re inglesi apparvero accondiscendenti con gli irlandesi, accettandole in cambio del pagamento di una tassa. I cattolici irlandesi iniziarono ad opporsi al sempre crescente numero delle tasse dal 1630, e pertanto Carlo I decise di posticipare le ultime due richieste sino a quando col suo consiglio privato non istituì i lords justices irlandesi il maggio 1641, incaricati di pubblicare le leggi.
Col pretesto di conoscere i titoli e la tassazione di ciascun terreno, Wentworth confiscò le terre di Roscommon e Sligo e pianificò di spingersi anche alle piantagioni di Galway e Kilkenny dirette dalle famiglie "Old English". A giudizio dello storico Padraig Lenihan, 'È come se lui [Wentworth] fosse certo di incontrare della resistenza armata da parte dei proprietari terrieri cattolici' se avesse proseguito oltre la propria politica. Ad ogni modo, la ribellione fu possibile solo dopo il 1640, e cioè con la destabilizzazione delle politiche inglese e scozzese. Wentworth venne giustiziato a Londra nel maggio del 1641.

### La cospirazione
Dal 1638 al 1640 la Scozia insorse in una rivolta nota col nome di Guerre dei Vescovi contro i tentativi di Carlo I di imporre predicatori della chiesa d'Inghilterra anche in Scozia, vedendo che questa nazione era troppo vicina ancora al cattolicesimo. I tentativi del re di schiacciare la ribellione fallirono quando il Lungo Parlamento inglese, che aveva i medesimi canoni religiosi degli scozzesi, si rifiutò di votare per la raccolta di nuove tasse per pagare l'esercito necessario. Carlo iniziò quindi dei negoziati coi cattolici irlandesi per reclutare uomini necessari a reprimere la ribellione in Scozia, in cambio della concessione della tanto sospirata tolleranza religiosa e della difesa delle loro terre in Irlanda. Questo esercito venne lentamente mobilitato a Carrickfergus, proprio di fronte alla costa scozzese, ma venne sciolto a metà del 1641. I parlamentari inglesi e scozzesi appoggiarono l'idea che Carlo I stesse agendo da tiranno nel voler imporre la religione e nel voler governare senza il parlamento come aveva fatto dal 1628 al 1640. Durante la prima parte dell'anno 1641, alcuni parlamentari e scozzesi proposero di invadere l'Irlanda e soggiogare i cattolici ivi presenti per assicurarsi che nessuna armata cattolica realista potesse sbarcare sulle coste inglesi o scozzesi.
Spaventati da questo e volendo cogliere nel contempo questa opportunità, un piccolo gruppo di proprietari terrieri cattolici irlandesi iniziò a pensare ad un piano per prendere il castello di Dublino e controllare altre città importanti attorno ad esso e nelle campagne di modo da poter condurre in colpo di stato in nome del re, sia per fronteggiare una possibile invasione, sia per forzarlo a cedere alle richieste dei cattolici. Anche i fallimenti di Carlo I nello sconfiggere gli scozzesi e le pressioni dei suoi ministri dal "Breve" e "Lungo" parlamento nel 1640–41, oltre alla condanna a morte da parte del parlamento inglese di Thomas Wentworth, ex Lord deputato d'Irlanda, contribuirono ad indebolire la figura del re e fecero presagire una buona riuscita della ribellione.

### Le condizioni economiche
Le sfavorevoli condizioni economiche contribuirono pure allo scoppio della rivolta. Il declino dell'economia irlandese fu probabilmente una conseguenza della piccola era glaciale della metà del XVII secolo. L'economia irlandese era stata colpita da una recessione notevole anche a causa dello scarso raccolto del 1641. I tassi di interesse negli anni '30 del Seicento avevano raggiunto il 30%. I leader della ribellione come Phelim O'Neill e Rory O'Moore erano pesantemente indebitati e rischiavano di perdere le loro terre a favore dei loro creditori. I contadini irlandesi vennero altrettanto pesantemente colpiti, aggravando ancora di più il loro desiderio di spodestare i coloni inglesi e di riappropriarsi delle loro terre da coltivare.

## La rivolta

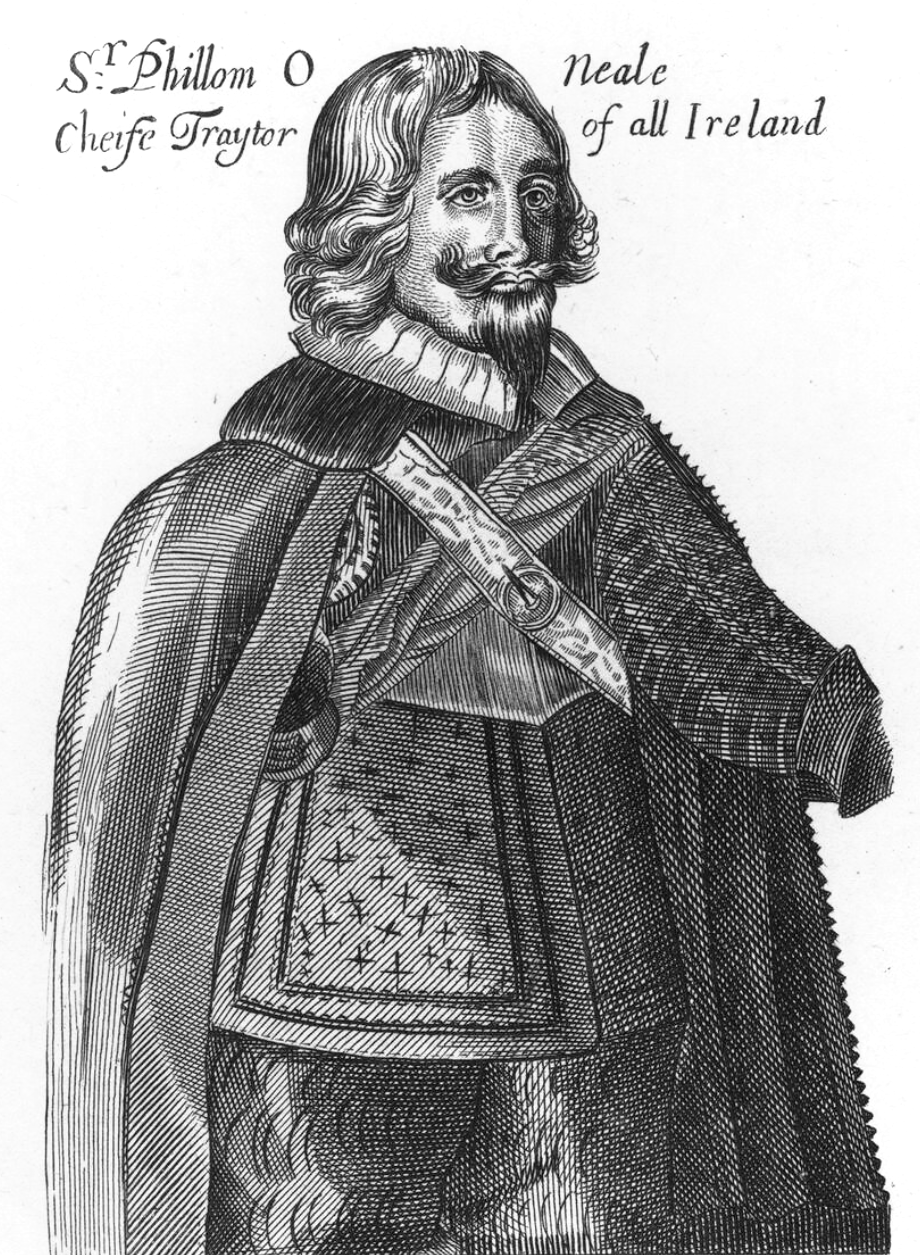
Sir Felim O'Neill

I pianificatori della rivolta erano un gruppo ristretto di proprietari terrieri irlandesi, in particolare irlandesi gaelici della provincia dell'Ulster. Hugh Oge MacMahon e Conor Maguire avrebbero dovuto assediare il castello di Dublino, mentre Phelim O'Neill e Rory O'Moore avrebbero dovuto prendere Derry e altre città a nord. La ribellione doveva tenersi il 23 ottobre 1641. Il piano dei cospiratori era quello di cogliere di sorpresa piuttosto che mirare alla conquista di obbiettivi specifici, e quindi presentare ancora una volta le loro richieste al governo, aspettando il supporto del resto del paese. Il piano per uno scontro senza spargimenti di sangue fallì quando le autorità di Dublino vennero a conoscenza del complotto da un agente (un ex cattolico convertito al protestantesimo di nome Owen O'Connolly) ed arrestarono Maguire e MacMahon.
O'Neill nel frattempo era già riuscito a conquistare diversi forti militari a nord del paese, pretendendo di farlo in nome del re e pubblicando il Proclama di Dungannon. A Newry il 4 novembre pubblicò un documento di re Carlo col quale gli venivano concessi pieni poteri. Questi documenti persuasero molti membri della gentry locale al supporto dell'iniziativa. Velocemente gli eventi sfuggirono di controllo agli stessi uomini che li avevano istigati. Le autorità inglesi a Dublino reagirono alla ribellione che consideravano "la più sleale e detestabile [cospirazione], effetto demoniaco dei papisti irlandesi" per promuovere "un massacro generale di tutti i protestanti". La loro risposta fu l'invio di truppe sotto i comandanti Charles Coote e William St Leger (protestanti) nelle contee di Wicklow e Cork rispettivamente. Le loro spedizioni vennero caratterizzate da quella che lo storico moderno Padraig Lenihan definiva "eccessiva ed indiscriminata brutalità" contro la popolazione cattolica del luogo fatto che provocò l'insurrezione generale dei cattolici irlandesi.
Nel frattempo, nell'Ulster, la rottura dell'autorità statale portò a degli attacchi agli inglesi perpetrati da parte della popolazione locale irlandese. Inizialmente, i planters scozzesi non vennero attaccati dai ribelli ma col progredire della ribellione, anche loro divennero degli obbiettivi appetibili. Phelim O'Neill e altri capi insorgenti inizialmente tentarono di fermare gli attacchi ai coloni, ma non furono in grado di controllare i contadini locali. Una fonte cattolica contemporanea ai fatti narrati - seppur ostile - ci riporta che O'Neill "tentò di contenere la moltitudine di briganti che compivano frequenti azioni selvagge di privazioni e uccisioni che venivano perpetrare dai contadini sugli stranieri".
Rivolte cittadine scoppiarono anche nel resto del paese. Munster fu l'ultima regione a subire di questi scontri; la ribellione a Munster fu in gran parte prodotto della severa legge marziale imposta da William St Leger nella provincia. Molti cattolici irlandesi che avevano perso le loro terre o temevano di perderle parteciparono agli attacchi ai coloni. A questo punto della ribellione, gli attacchi consistevano perlopiù in ruberie e violenze ma senza uccisioni nei confronti dei protestanti. Lo storico Nicholas Canny scrive a tal proposito "molti insorgenti sembravano ansiosi di trovare una soluzione alle loro immediate difficoltà economiche e pertanto rubavano le proprietà degli altri coloni. Questi attacchi popolari solitamente non portavano alla perdita di vite, o almeno questo non era il primo proposito degli insorti. Ad ogni modo questi stessi si macchiarono delle peggiori nefandezze proprio del confronto tra persone che si conoscono reciprocamente da lungo tempo e hanno contrasti. [...] Le uccisioni potevano verificarsi quando qualche protestante cercava di resistere".
Le motivazioni della rivolta popolare erano complesse. Tra tutti era comune il sentimento di opporsi alle piantagioni, quelle terre perse dei loro padri perse per merito degli inglesi. Un altro fattore motivante fu l'antagonismo con la lingua e la cultura inglesi imposte nel paese. Ad esempio, i ribelli della contea di Cavan proibirono l'uso dell'inglese e decretarono l'uso dell'irlandese anche nella definizione dei luoghi e delle città. Un terzo fattore erano le contrapposizioni religiose. I ribelli si identificavano in coscienza come cattolici e giustificavano la rivolta come una misura difensiva contro la minaccia protestante di "estirpare la religione cattolica". I ribelli di Cavan dissero "siamo insorti per la nostra religione. Hanno impiccato i nostri preti in Inghilterra". Lo storico Brian MacCuarta scriveva: "Le animosità da lungo tempo presenti contro il clero [protestante] avevano come base l'imposizione della chiesa di stato già da trent'anni prima. La ferocia degli irlandesi dell'Ulster contro qualunque cosa fosse protestante e contribuisse ad aumentare la ricchezza della chiesa nell'Ulster". Vi furono anche dei casi di mera violenza religiosa, dove i protestanti irlandesi vennero attaccati dai cattolici locali.

### I massacri dell'Ulster
Il numero dei planters uccisi nei primi mesi della rivolta sono oggetto ancora oggi di dibattito. Secondo i primi pamphlets dei parlamentari inglesi le vittime furono più di 200 000 protestanti. Ricerche recenti hanno però suggerito che i morti furono molti meno, circa 4000, anche se diverse migliaia furono gli espulsi dalle loro case. Si stima che in totale più di 12 000 protestanti persero la vita, la maggior parte di essi per il freddo e per le malattie per essere stati espropriati delle loro case in pieno inverno.
La sensazione generale nel paese era che gli attacchi si intensificassero col progredire della rivolta. In un primo momento vi furono delle ruberie a danno di alcuni coloni, poi case bruciate, espulsioni ed infine uccisioni, molte delle quali furono concentrate nell'Ulster. Lo storico Nicholas Canny ha suggeito che la violenza aumentò dopo l'assalto dei ribelli a Lisnagarvey nel novembre del 1641, dopo il quale i coloni uccisero diverse centinaia di insorgenti che erano stati in precedenza posti agli arresti. Canny scrive: "la mente annebbiata dal sangue dei coloni nel volersi vendicare di quanti si erano arresi a mani levate dopo la battaglia fece una notevole impressione sugli insorti al punto che, come disse uno di loro, "uccidere gli inglesi" divenne lo slogan comune da questo punto in poi". In un incidente dopo questa battaglia, i planters di Portadown vennero catturati e poi uccisi lungo il ponte del villaggio (vedi Massacro di Portadown). Nella vicina parrocchia di Kilmore, inglesi e scozzesi, uomini, donne e bambini vennero bruciati in un cottage dove erano stati imprigionati. Nella contea di Armagh, recenti ricerche hanno mostrato come furono circa 1250 i protestanti uccisi nei primi mesi della rivolta, circa un quarto della popolazione dei planters locali. Nella contea di Tyrone, ricerche moderne hanno indicato tre punti di uccisione dei coloni, il peggiore a Kinard, "dove gran parte delle famiglie inglesi [...] vennero uccise". Il massacro di Shrule all'inizio del 1642 portò alla morte dozzine di protestanti che stavano viaggiando con salvacondotto regolare, dal momento che gli ufficiali della loro scorta erano tutti cattolici.
Gli storici moderni hanno suggerito che i morti del 1641 ebbero un notevole impatto fisiologico sui coloni protestanti. Dr. Mary O'Dowd, "Per quanto riguarda le conseguenze a lungo termine delle piantagioni, è molto difficile considerarle senza prendere in considerazione le implicazioni date dalla ribellione del 1641: per via dei massacri del 1641 e dell'inverno del 1641, tutto fu particolarmente traumatico per la comunità di coloni dell'Ulster, lasciando cicatrici per molto tempo in quelle comunità.
I resoconti protestanti dei contemporanei ai fatti esposti parlarono dello scoppio della ribellione come di una completa sorpresa ai loro occhi; un cronista disse che essa "venne a presentarsi come un pugno nello stomaco". Dopo la ribellione, molti protestanti in Irlanda elaborarono l'idea di non potersi fidare degli irlandesi nativi. La narrativa protestante sulla ribellione come un massacro premeditato venne costruita sulla base delle deposizioni rese, una collezione di resoconti delle vittime raccolti tra il 1642 ed il 1655 ed oggi conservati al Trinity College di Dublino ed articolati in un libro pubblicato da John Temple nel 1642, dal titolo The Irish Rebellion.
Alcuni coloni massacrarono a loro volta i cattolici, in particolare nel 1642–43 quando un esercito di covenanters scozzesi sbarcò nell'Ulster. William Lecky, storico della ribellione nel XIX secolo, ne concluse che "sia troppo difficile chiarire la crudeltà da quale parte sia stata".
Tra gli incidenti di maggior rilievo vi fu l'uccisione dei prigionieri irlandesi nei boschi di Kilwarlin presso Newry ed il successivo massacro dei prigionieri cattolici nel villaggio stesso. Trevor Royle citava James Turner che nelle sue memorie riportò l'episodio di una schermaglia nei boschi di Kilwarlin, dove i prigionieri irlandesi vennero fucilati", mentre altri due resoconti della schermaglia (una lettera di Roger Pike ed i dispacci del maggiore generale Robert Monro, comandante protestante), non fanno menzione dell'uccisione dei prigionieri. I registri di Turner nelle sue memorie riportano anche il fatto che il giorno successivo dei soldati inglesi entrarono a Newry e ne presero il castello; dopo la capitolazione dei soldati cattolici e di alcuni mercanti locali, tutti vennero allineati sulle rive del fiume e "macellati a morte [...] senza alcun processo legale".
Sull'isola di Rathlin i covenanters del Clan Campbell vennero incoraggiati dal loro ufficiale comandante, Sir Duncan Campbell di Auchinbreck ad uccidere i cattolici locali del clan MacDonald, imparentati col loro arcinemico clan scozzese dei MacDonald; fecero ciò con la massima efficienza, tagliando le gole delle donne del clan e poi gettandole dalle rocce delle alture circostanti. Il numero delle vittime di questo massacro fu comunque compreso tra 100 e 3000 individui.
L'uccisione di civili venne parzialmente controllata dal 1642 con l'arrivo nell'Ulster di Owen Roe O'Neill per ottenere il comando delle forze cattoliche irlandesi, il quale fece impiccare diversi ribelli per essersi resi colpevoli di attacchi insensati ai civili. Il resto della guerra, per quanto brutale, venne comunque condotto secondo il codice di condotta che sia O'Neill che il comandante scozzese Robert Monro avevano appreso dai soldati dell'Europa continentale.
Sul lungo termine, le uccisioni commesse da ambo le parti nel 1641 vennero intensificate dall'animosità settaria che aveva dato origine alle piantagioni. I protestanti dell'Ulster commemorarono gli anniversari della ribellione ogni 23 di ottobre per circa due secoli dopo gli eventi. Secondo Pádraig Lenihan "questo anniversario aiutava [i protestanti] ad affermare la solidarietà comune e l'enfasi necessaria per una continua vigilanza; [sentivano che] le masse dei cattolici irlandesi che li circondavano erano sempre le medesime, composte da nemici degenerati" Le immagini dei massacri dei protestanti del 1641 sono ancora oggi presenti sulle bandiere dell'Orange Order. La stima di 12 000 morti totali appare la più accurata, ma rappresenta comunque il 10% della popolazione degli inglesi insediati in Irlanda, anche se in Ulster la percentuale dei morti tra la popolazione dei coloni si aggirò attorno al 30%.

### L'intervento inglese e scozzese
Dal 1641 sino all'inizio del 1642, i combattimenti in Irlanda vennero caratterizzati dalla presenza di piccole scorribande di combattenti sotto la protezione di signori locali o spontaneamente formatesi tra la popolazione, che attaccavano i civili per questioni etniche o religiose. In un primo momento, molti aristocratici cattolici irlandesi di Munster e Connacht erano riluttanti ad aderire alla rivolta, in particolare la comunità degli "Old English". Ad ogni modo, in sei mesi quasi tutti aderirono alla ribellione. Presso Dublino le gentry di Meath e Kildare si radunarono insieme il 1 novembre per fare il punto della situazione: innanzitutto, i signori locali ed i proprietari terrieri decisero di assoldare personalmente gli uomini armati per combattere per contrastare la violenza che stava colpendo indiscriminatamente il paese, temendo che dopo aver scacciato gli inglesi, i contadini si rivolgessero contro di loro. In secondo luogo, il Lungo Parlamento e l'amministrazione irlandese con re Carlo in testa, avevano fatto chiarezza sul fatto che i cattolici irlandesi che non avessero mostrato la loro fedeltà alla causa del re sarebbero stati inclusi tra i responsabili della rivolta e dell'uccisione dei coloni, e le loro terre sarebbero state confiscate come previsto dall'Adventurers Act. La vecchia politica di assicurare il perdono ai rivoltosi era ormai terminata e tutti i capi ribelli vennero dichiarati ufficialmente fuori legge dal 1 gennaio 1642. Una terza ragione di questo incontro era rappresentata dal fatto dell'incertezza della vittoria delle forze dei ribelli a Julianstown nel novembre del 1641. Le ultime speranze di questa vittoria vennero abbattute poco dopo quando i ribelli non riuscirono a prendere la città di Drogheda.
Il 4 novembre Phelim O'Neill presentò un proclama reale falso a Newry col quale egli veniva autorizzato ad agire in nome di re Carlo I. Lo stesso giorno il parlamento inglese votò il denaro ed i rifornimenti necessari per organizzare un esercito di 8000 uomini per schiacciare la ribellione in Irlanda.
Dall'inizio del 1642, quattro erano le concentrazioni principali delle forze ribelli: nell'Ulster sotto Phelim O'Neill, nell'area del Pale attorno a Dublino sotto il visconte Gormanstown, a sudest, guidati dalla famiglia Butler (in particolare lord Mountgarret) e a sudovest da Donagh MacCarthy, visconte Muskerry. Nelle aree dove si trovavano i coloni inglesi in maggior numero, attorno alla città di Cork, Dublino, Carrickfergus e Derry, vennero raccolte unicamente delle forze di milizia, lasciate in comando ad ufficiali locali.
I membri della gentry cattolica di Dublino, nota come "Lords of the Pale", presentarono le loro rimostranze al re il 17 marzo 1642 a Trim. Il 22 marzo si riunirono tutti a Kells e unanimemente decisero che la ribellione era da considerarsi una guerra giusta.
Carlo I, assieme ai signori ed ai proprietari terrieri locali, raccolse un grande esercito per soggiogare gli irlandesi al suo dominio. A metà del 1642, queste forze erano un totale di 40 000 fanti, 3600 cavalieri e 300 artiglieri. 10 000 fanti erano stati provvisti dalla Scozia e vennero inviati nell'Ulster per difendere i loro compatrioti nell'area. Nel febbraio del 1642 le armate realiste comandate da James Butler, I duca di Ormonde si posero di base a Dublino per poi avanzare verso Naas e nel marzo di quello stesso anno mossero assedio a Drogheda. Nell'aprile ottennero nuovi uomini e sconfissero i ribelli nella battaglia di Kilrush per poi fare ritorno a Dublino.
Quella che si prospettava una facile vittoria sui ribelli irlandesi, ad ogni modo, venne bloccata dallo scoppio della guerra civile inglese nell'ottobre del 1642. Il parlamento, a seguito degli avvenimenti in patria, decise di non concedere a Carlo I il comando generale dell'esercito da inviare in Irlanda, temendo che questi potesse usarlo poi anche contro il governo inglese. Nel contempo James Tuchet, III conte di Castlehaven venne inviato da Carlo I a mediare coi confederati irlandesi.
Per l'emergenza della guerra civile in Inghilterra, le truppe inglesi vennero ritirare dall'Irlanda e fatte rientrare in madrepatria alla fine del 1642 e la situazione rimase in stallo. Dopo l'inconcludente battaglia di Edgehill nell'ottobre del 1642, i realisti avevano pensato che l'esercito inviato in Irlanda in quello stesso anno avrebbe potuto facilmente porre fine ai conflitti in Inghilterra.

### La fondazione della Confederazione
Hugh O'Reilly (arcivescovo di Armagh) tenne un sinodo dei vescovi irlandesi a Kells nel marzo del 1642, dove la maggioranza di questi dichiarò che il conflitto era da considerarsi una "guerra santa e giusta".
Il 10 maggio 1642, l'arcivescovo O'Reilly convocò un altro sinodo a Kilkenny. Vi erano presenti 3 arcivescovi, 11 vescovi o loro rappresentanti, ed altri dignitari. Furono questi ad abbozzare il "Confederate Oath of Association" ed a chiedere a tutti i cattolici irlandesi di rispettare tale giuramento di fedeltà alla causa nazionale. Quanti giuravano fedeltà a questo giuramento dichiaravano la loro fedeltà a Carlo I e votavano nel contempo fedeltà assoluta a tutti i decreti votati dal "Supremo Consiglio dei Cattolici Confederati irlandesi". I ribelli iniziarono quindi a divenire noti col nome di Confederati. Il sinodo riaffermò che la ribellione era una "guerra giusta". Essa fece pressione per la creazione di un consiglio (composto dal clero e dalla nobiltà) per ciascuna delle province irlandesi che avrebbe dovuto far capo ad un consiglio nazionale per l'intera isola. Esso votò inoltre per punire i malfattori che si fossero spacciati per confederati e di scomunicare tutti quei cattolici che avessero combattuto contro la Confederazione. Il sinodo inviò degli agenti in Francia, Spagna e Italia per ottenere del supporto, sia in denaro che in armi e reclutare uomini al servizio di altri eserciti stranieri ma di origini irlandesi. Lord Mountgarret venne nominato presidente del consiglio confederato e nell'ottobre di quello stesso anno venne fissata la data per la prima assemblea generale.
Dall'estate del 1642, i cattolici irlandesi controllavano i due terzi dell'Irlanda e la ribellione era divenuta più una guerra convenzionale tra irlandesi e inglesi (nelle enclave dell'Ulster, di Dublino e di Cork).
L'assemblea generale che si tenne a Kilkenny il 24 ottobre 1642 costituì un governo provvisorio. Vi erano presenti 14 Lord temporali e 11 Lord spirituali del Parlamento d'Irlanda, assieme a 226 cittadini scelti. L'assemblea elesse il Consiglio Supremo con 24 membri. Il Consiglio Supremo avrebbe avuto autorità suprema su tutti i generali militari, su tutti gli ufficiali e su tutti i magistrati civili. Il primo atto fu la nomina dei generali al comando delle forze confederate: Owen Roe O'Neill per comandare le forze nell'Ulster, Thomas Preston per le forze a Leinster, Garret Barry per le forze a Munster e John Burke per le forze a Connaught. Venne costituito anche un Tesoro nazionale per coniare delle monate e stampare i proclami inviati da Kilkenny.
La confederazione si schierò coi realisti in cambio della promessa dell'autonomia del governo ed il pieno riconoscimento dei diritti dei cattolici dopo la guerra. I ribelli vennero infine sconfitti dal New Model Army del parlamento inglese nel 1649 e sino al 1653 le terre irlandesi tornarono ai coloni protestanti.